# Navicat
Navicat은 CyberTech Ltd.가 MySQL, MariaDB, Redis, MongoDB, Oracle, SQLite, PostgreSQL 및 Microsoft SQL Server용으로 제작한 일련의 그래픽 데이터베이스 관리 및 개발 소프트웨어이다. 탐색기와 같은 그래픽 사용자 인터페이스를 갖추고 있으며 로컬 및 원격 데이터베이스에 대한 여러 데이터베이스 연결을 지원한다. 데이터베이스 관리자 및 프로그래머부터 클라이언트에 서비스하고 파트너와 정보를 공유하는 다양한 비즈니스/회사에 이르기까지 다양한 청중의 요구를 충족하도록 설계되었다.

## 히스토리
초기 버전의 주요 목표는 MySQL 설치 관리를 단순화하는 것이었다. 2008년에 MySQL용 Navicat은 홍콩 ICT 2008 올해의 상, 최우수 비즈니스 대상 및 최우수 비즈니스(제품) 금상을 수상했다.

## 지원되는 플랫폼 및 언어
Navicat은 크로스 플랫폼 도구이며 Microsoft Window, Mac OS X, Linux 플랫폼에서 작동한다. 구매 시, 사용자들은 다음의 11개의 이용 가능한 언어들 중에서 소프트웨어를 위한 언어를 선택할 수 있다: 영어, 프랑스어, 독일어, 스페인어, 일본어, 폴란드어, 러시아어, 한국어, 인도네시아어, 중국어 간체 및 번체.

## 버전

### 독립 실행형 버전
2002년 3월에 공식적으로 출시된 MySQL용 Windows 버전의 Navicat은 PremiumSoft가 처음으로 대중에게 제공하게 된 제품이었다. 그 후 2003년 6월과 10월에 Mac OS X와 Linux 운영 체제를 위한Navicat for MySQL두 가지 버전을 추가로 출시했다. 2013년 11월에는 MariaDB의 지원이 추가되었다. PremiumSoft는 2005년 10월에 Windows용Navicat for PostgreSQL을 출시한 후 2006년 6월에 Mac OS X용으로 Navicat 시리즈를 계속 확장했다. Linux 용 PostgreSQL버전은 3년 후인 2009년 8월에야 출시되었다. 2008년 8월에 Navicat은 제품군을 계속해서 오라클 커뮤니티로 확장하기로 결정하고 Windows 및 Mac용 Navicat for Oracle을 만들었다. 이듬해 8월에는 Linux 용 버전이 출시되었다. Oracle 버전의 Navicat은 디렉토리(Directory), 테이블스페이스(Tablespace), 동의어(Synonym), 실물화된 뷰(Materialized View), 트리거(Trigger), 시퀀스(Sequence) 및 타입(Type) 등을 포함한 대부분의 최신 Oracle 개체 기능을 지원하게 되었다. Navicat for SQLite이 2009년 4월에 Windows와 Mac OS X용으로 동시에 출시되었으며 같은 해 6월에 Linux 버전이 출시되었다. 2010년 4월에 Navicat Premium은 Navicat Premium의 사용성을 확장하기 위해 버전 9부터 Navicat for SQLite를 포함하기 시작했다. Navicat for SQL Server는 2010년 11월에 Windows와 Mac OS X용으로 출시되었다. 또한 출시시 SQL Server 버전은 Premium 버전의 Navicat에 포함되었다. 2011년 1월에 SQL Azure 지원이 추가되었다. Navicat for MariaDB는 2013년 11월에 Windows, Mac OS X 및 Linux용으로 출시되었다. 또한 출시 당시 MariaDB 버전은 Navicat Premium과 Navicat for MySQL에 모두 포함되었다.
2018년, Navicat은 NoSQL 데이터베이스를 지원하기 시작했다. MongoDB는 현재 Navicat이 지원하는 서버 목록에 가장 최근에 추가된 제품이다. Navicat for MongoDB라고 불리는 이 새로운 제품 라인은 2018년 7월 Windows, Mac OS X 및 Linux용으로 출시되었다. MongoDB 관리를 위한 기본 환경을 제공하고 맵리듀스, GridFS Buckets과 같은 추가 기능을 지원한다.  출시와 함께 MongoDB 버전은 Navicat Premium에 포함되었다.
2023년 5월 Navicat for Redis를 출시하였으며, 키-밸류 데이터 뷰어, Pub/Sub 기능, 명령 모니터, 백업 및 복구 기능 등을 제공한다.

### Navicat Premium
2009년 Premium Soft는 이전의 모든 Navicat 버전을 단일 버전으로 결합하고 MySQL, Oracle 및 PostgreSQL을 포함한 여러 데이터베이스 유형에 동시에 연결할 수 있는 Navicat 소프트웨어 시리즈인 Navicat Premium을 출시하여 사용자가 여러 데이터베이스 간에 데이터 마이그레이션을 수행할 수 있도록 했다. Navicat Premium 버전은 Windows, Mac OS X 및 Linux에서 이용가능하며 플랫폼간 관리를 지원한다. 2010년 4월, Navicat Premium 버전 9가 출시되었으며, 이는 Navicat Premium에 SQLite 데이터베이스의 연결을 추가하여 Navicat Premium이 단일 응용 프로그램에서 MySQL, Oracle, PostgreSQL 및 SQLite에 연결할 수 있도록 했다. 2010년 11월에는 Microsoft SQL Server 지원이 추가되었다. 2011년 1월에는 SQL Azure를 포함하였으며, 2013년 11월에는 MariaDB의 지원이, 2018년 7월에는 MongoDB의 지원이 추가되었다. 2023년 5월에는 Redis가 Navicat Premium 16.2에 추가되었다. 2024년 5월, 시각적 설명, 데이터 사전 및 데이터 프로파일링과 같은 새로운 기능이 추가된 버전 17이 출시되었다.

### Navicat Data Modeler
Navicat Data Modeler Windows 버전이 2012년 3월에 공식적으로 출시되었다. 같은 해 5월과 6월, Mac OS X와 Linux 버전이 각각 출시되었다. 이 제품은 개발자가 MySQL, SQL Server, Oracle, PostgreSQL 및 SQLite 데이터베이스의 데이터 모델을 만들 수 있도록 독립 실행형 제품이다. Navicat Data Modeler를 사용하면 데이터베이스 구조를 시각적으로 설계하고 역/순방향 엔지니어 프로세스를 수행하며 ODBC 데이터 소스에서 테이블 구조를 가져오고 SQL 파일을 생성하고 모델을 파일로 인쇄하는 등의 작업을 수행할 수 있다. 2015년 6월, MariaDB 데이터베이스와 모델 변환, 물리/논리/개념 모델 유형 및 Navicat Cloud와 같은 여러 기능이 추가되었다. 2024년 5월, 모델에 데이터베이스 동기화 및 모델 작업공간 비교와 같은 여러가지의 기능과 MongoDB지원이 추가된 버전 4가 출시되었다.

### Navicat iOS
2013년 8월, PremiumSoft는 새로운 제품인 Navicat iOS를 출시했다. iOS용으로 개발된 데이터베이스 관리 도구로, 객체 뷰어 & 디자이너, 쿼리 빌더 & 에디터, Navicat Cloud, 서버 모니터 등이 포함되어 있다. MySQL은 첫 번째 출시 버전에서 지원되었다. 그 후 2015년 1월에 Navicat for PostgreSQL iOS 버전이 출시되었다. 2017년 9월에는 Navicat for MariaDB iOS 버전이 출시되었다.

### Navicat Cloud
Navicat Cloud는 사용자가 연결 설정, 쿼리, 모델 및 가상 그룹을 여러 플랫폼 및 기기와 동기화할 수 있는 클라우드 서비스이다. 사용자는 연결 설정, 쿼리 및 모델에 대한 공동 작업을 위해 자신의 프로젝트를 다른 사람에게 공유할 수 있다.

### Navicat Monitor
Navicat Monitor는 2018년 4월에 공식 출시되었다. 안전하고 단순한 에이전트 없이 할 수 있는 원격 서버 모니터링 도구이며 MySQL, MariaDB 및 클라우드 데이터베이스 모니터링을 지원한다. 사용자는 웹 브라우저를 통해 어디서나 Navicat Monitor에 접근할 수 있다. Navicat Monitor의 주요 기능은 실시간 인스턴스 성능 모니터링, 알림 기능, 쿼리 분석기, 복사 모니터링 등이다.
Navicat Monitor는 2019년 6월 SQL Server 인스턴스 모니터링을 지원하였고, PostgreSQL은 2023년 2월에 추가되었다.

### Navicat On-Prem Server
Navicat On-Prem Server는 Navicat 개체(연결 정보, 쿼리, 모델, 그룹)를 사용자 위치에 내부적으로 저장하기 위해 클라우드 환경을 호스팅할 수 있는 옵션을 제공하는 온프레미스 솔루션이다.

### Navicat BI & Viewer
2021년 11월, Navicat Charts Creator & Navicat Charts Viewer 신제품 2종이 출시되었다. Navicat Charts Creator는 데이터베이스 데이터의 시각적 표현(차트 & 대시보드)을 만들기 위한 GUI 도구이다. Navicat Charts Viewer는 차트 작업 공간 파일을 보기 위한 도구이다.

## 기능
Navicat의 기능은 다음을 포함한다.
- SSH 및 HTTP 터널링
- 개체 디자이너
- 시각적 쿼리 빌터
- 코드 스니펫 및 코드 완료
- 시각적 설명
- 데이터 및 구조 동기화
- 데이터 트랜스퍼
- 데이터 가져오기 및 내보내기
- 데이터 백업 및 복구
- BI (차트 & 대시보드)
- 데이터 모델링
- 데이터 프로파일링
- 데이터 생성
- 데이터 사전
- 작업 스캐줄링 및 마법사 도구

작동하는 시스템 간 이용가능한 기능에 차이가 있다.
Navicat은 Drizzle, OurDelta, Percona와 같은 MySQL과 상호호환이 가능하다.
Navicat은 Amazon RDS, Amazon Aurora, Amazon Redshift, SQL Azure, Oracle Cloud, Google Cloud, Alibaba Cloud와 같은 클라우드 데이터베이스를 지원한다.

## 참조
- Navicat MySQL GUI 리뷰 (lasplash.com에)
- Navicat 리뷰 보관됨 2008-04-12 - 웨이백 머신 (O'Reilly OnLamp.com)
- MySQL로 Access 데이터 가져오기
- 공개 소스의 Era: MySQL에서 MySQL로의 사용자 데이터 가져오기 보관됨 2007-10-16 - 웨이백 머신
- Navicat를 사용한 MySQL 내 Excel, Access 또는 XML 데이터를 가져오는 방법